# Nacaduba armillata
Nacaduba armillata är en fjärilsart som beskrevs av Butler 1875. Nacaduba armillata ingår i släktet Nacaduba och familjen juvelvingar. Inga underarter finns listade i Catalogue of Life.